# Sesto Giulio Cesare (console 91 a.C.)
Sesto Giulio Cesare (latino:Sextus Iulius Caesar) (fl. I secolo a.C.) è stato un politico romano.

## Biografia

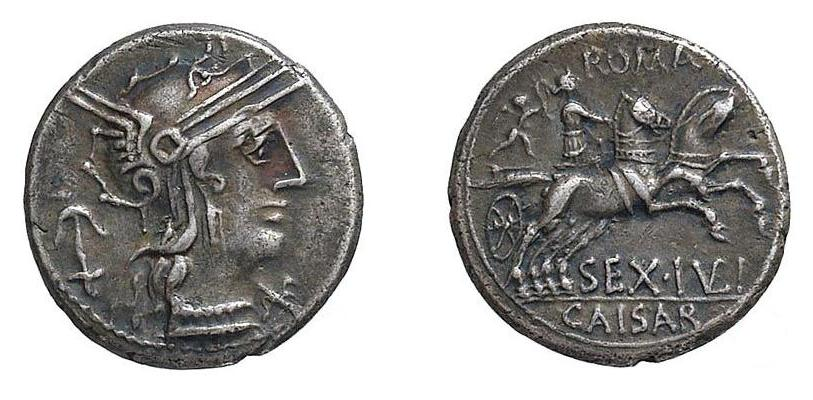
Moneta coniata da Sesto Giulio Cesare.

Figlio di un Gaio Giulio Cesare, fu zio (fratello del padre) di Gaio Giulio Cesare.
Fu eletto console nel 91 a.C., poco prima dello scoppio della guerra sociale. Il suo nome appare su una pietra sul Campidoglio, ma la pietra è danneggiata in modo da rendere illeggibili i nomi degli antenati.
Durante il suo consolato si verificò un violentissimo terremoto nel modenese.